# Rzeżusznik
Rzeżusznik, gęsiówka (Cardaminopsis (C.A.Mey.) Hayek) – rodzaj roślin z rodziny kapustowatych wyróżniany w niektórych tradycyjnych ujęciach. Współcześnie należące tu gatunki włączane są do rodzaju rzodkiewnik Arabidopsis, choć wciąż w niektórych publikacjach rodzaj bywa wyodrębniany.

## Systematyka
Rodzaj wchodzi w skład problematycznej taksonomicznie grupy, którą w XX wieku klasyfikowano na podstawie różnych cech morfologicznych. W latach 60. na podstawie ułożenia liścieni i zawiązka korzenia w nasionach zaproponowano włączenie tego i wielu innych rodzajów w szeroko ujmowany rodzaj gęsiówka Arabis. Inny zestaw cech (obecność gwiazdkowatych włosków, równowąskiej łuszczyny i budowa liścieni) był powodem ujmowania zaliczanych tu gatunków także w bardzo szeroko ujmowanym rodzaju rzodkiewnik Arabidopsis. W końcu lat 90. zastosowanie metod molekularnych pozwoliło na uściślenie powiązań filogenetycznych. Okazało się, że cechy uznawane za diagnostyczne ewoluowały wielokrotnie w obrębie rodziny kapustowatych w różnych liniach i krytyczna analiza danych molekularnych ujawniła polifiletyczny charakter taksonów w ich szerokim ujęciu. Tym niemniej gatunki z rodzaju Cardaminopsis potwierdzono jako wzajemnie zagnieżdżone z gatunkami z rodzaju Arabidopsis i połączono je w jeden rodzaj Arabidopsis składający się w wąskim ujęciu z ok. 11–15 gatunków.
Do publikacji wyróżniających rodzaj w dawnym ujęciu należy krytyczna lista roślin naczyniowych Polski. Wymienia ona z Polski następujące gatunki (nazwa naukowa na drugiej pozycji stanowi aktualną nazwę według Plants of the World online):
- rzeżusznik piaskowy, gęsiówka piaskowa – Cardaminopsis arenosa (L.) Hayek ≡ Arabidopsis arenosa (L.) Lawalrée
- rzeżusznik skalny, gęsiówka skalna Cardaminopsis petraea (L.) Hiitonen ≡ Arabidopsis lyrata subsp. petraea (L.) O'Kane & Al-Shehbaz – gatunek wymarły,
- rzeżusznik tatrzański, gęsiówka tatrzańska – Cardaminopsis neglecta (Schult.) Hayek ≡ Arabidopsis neglecta (Schult.) O'Kane & Al-Shehbaz